# Tantalos
För asteroiden, se 2102 Tantalus.

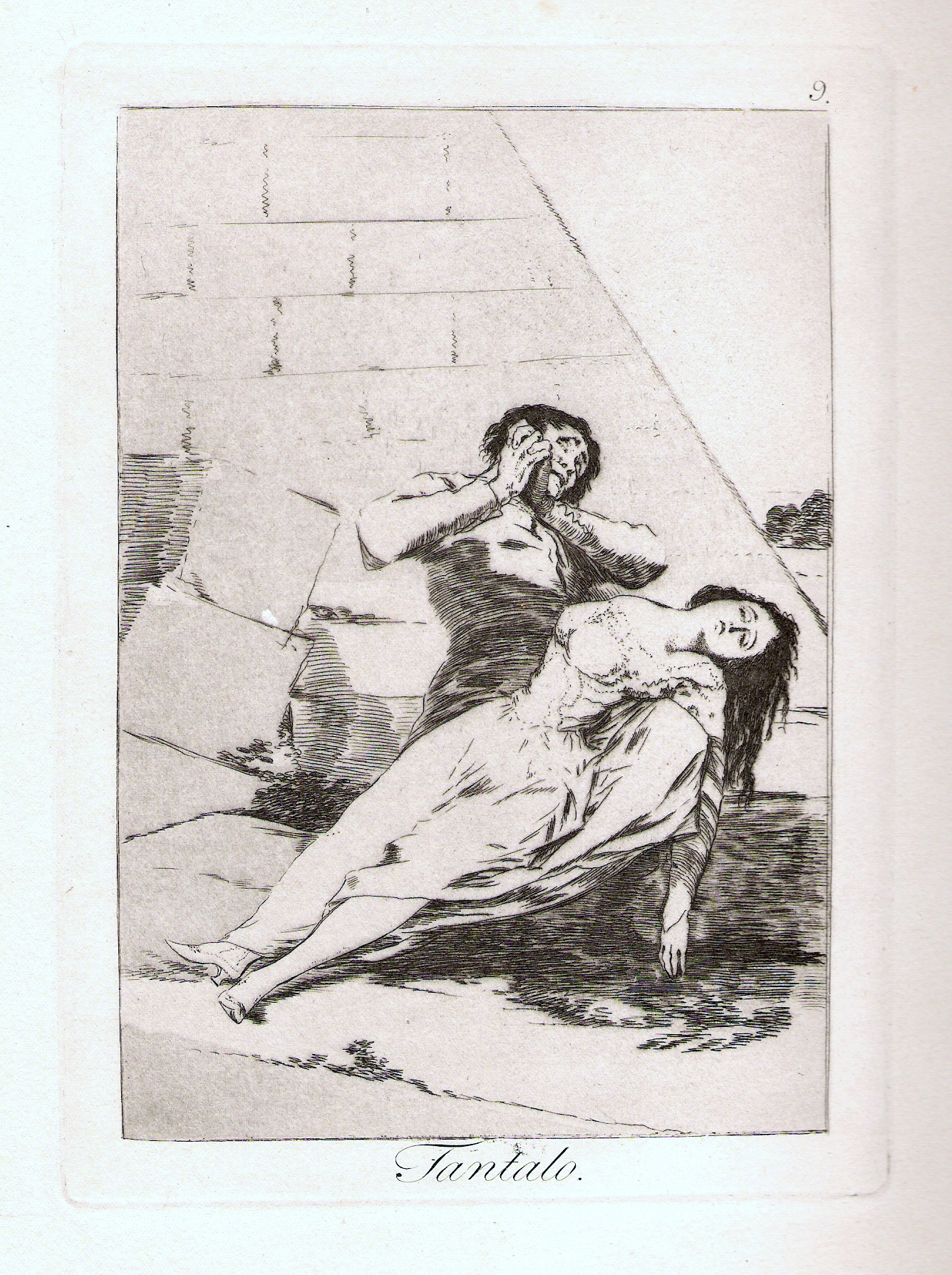
Francisco de Goya: Tantalo

Tantalos var i grekisk mytologi far till Pelops och Niobe. Han var en grekisk kung som härskade i Frygien och var även son till Zeus. 
Tantalos ville ta reda på om gudarna verkligen var allvetande. När han en dag gästade gudarna i Olympen satte han på bordet fram köttet från sin lille son Pelops som han tidigare i hemlighet slaktat. Han blev dock omedelbart avslöjad och Zeus återuppväckte Pelops. Zeus lät Tantalos sona sitt brott i underjorden där han är plågad av hunger och törst stående till hakan i vatten som ständigt viker undan när han försöker dricka och med läckra frukter på grenar ovanför sitt huvud som alltid drar sig undan när han försöker ta dem.
Av Tantalos har vi på svenska uttrycket ”att lida Tantali kval”, det vill säga ett starkt inre lidande över att inte kunna uppnå något som ser ut att finnas inom räckhåll.